# 阿嫩德县

阿嫩德县（藍色）在古吉拉特邦的位置

阿嫩德县（Anand district）为印度西部古吉拉特邦辖县，该县于1997年自科达县析置，县治驻阿嫩德。阿嫩德县地处古吉拉特邦中部偏东，南临坎贝湾（Cambay），东与巴罗达县接壤，北与科达县相连，西和艾哈迈达巴德县为邻。2001年全县人口1,856,872人，其中城镇人口占27.36%。2011年人口為2,090,276人。